# Verdelot
Verdelot ist eine französische Gemeinde mit 626 Einwohnern (Stand: 1. Januar 2022) im Département Seine-et-Marne in der Region Île-de-France. Sie gehört zum Arrondissement Provins und zum Kanton Coulommiers (bis 2015: Kanton Rebais). Die Einwohner nennen sich Verdelotais.

## Lage
Verdelot liegt etwa 75 Kilometer östlich von Paris am Petit Morin. Umgeben wird Verdelot von den Nachbargemeinden Nogent-l’Artaud im Norden, Viels-Maisons im Osten und Nordosten, Vendières und Montdauphin im Osten, Montolivet im Südosten, Saint-Barthélemy im Süden, Bellot im Südwesten, Villeneuve-sur-Bellot im Westen sowie Hondevilliers im Nordwesten.

## Bevölkerungsentwicklung
| Jahr                      | 1962 | 1968 | 1975 | 1982 | 1990 | 1999 | 2006 | 2013 |
| Einwohner                 | 578  | 572  | 524  | 526  | 613  | 653  | 728  | 699  |
| Quelle: Cassini und INSEE |      |      |      |      |      |      |      |      |

## Sehenswürdigkeiten
Siehe auch: Liste der Monuments historiques in Verdelot
- Kirche Saint-Crépin-Saint-Crépinien aus dem 12. Jahrhundert, umgebaut im 16. Jahrhundert, Monument historique seit 1927
- Alte Kapelle der Priorei Notre-Dame
- Schloss Launoy-Renault, seit 1986 Monument historique
- Schloss La Roche

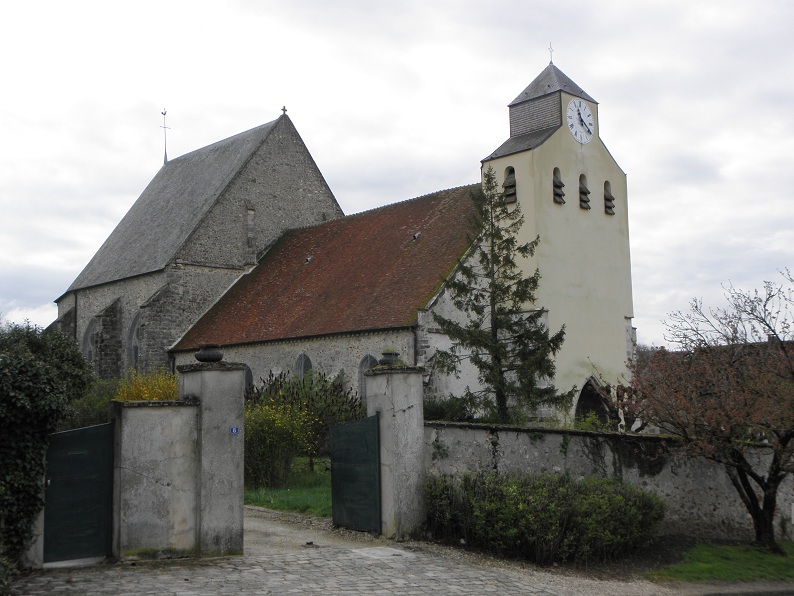
Kirche Saint-Crépin-Saint-Crépinien
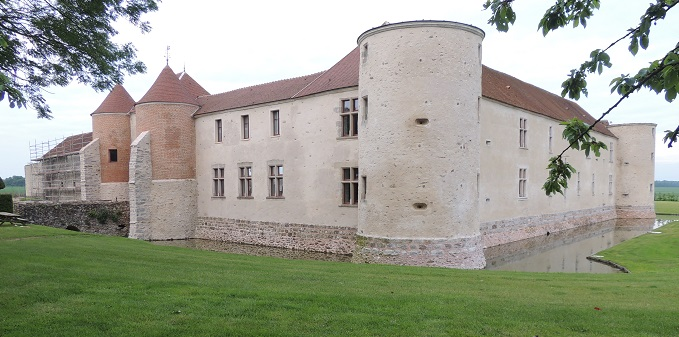
Schloss Launoy-Renault

## Persönlichkeiten
- Philippe Verdelot (1480/85–1527/32), Komponist
- Brice Parain (1897–1971), Philosoph, in Verdelot verstorben